# 胡元倓
胡元倓（1872年9月9日—1940年11月24日），湖南湘潭人。字子靖，号耐庵，晚年自署乐诚老人。因行九，人称胡九先生。中国近代教育家。

## 生平
早年入县学为附生。清光绪二十三年（1897年）丁酉科选拔贡。光绪二十八年（1902年），被选派留学日本，入东京弘文学院速成师范班，与同学黄兴交好。受日本教育家福泽谕吉创立庆应义塾（后庆应大学）影响，决心投身教育。1903年，返回中国，在龙湛霖资助下，于长沙创办湖南明德学堂（今长沙市明德中学），自任监督，一改地方书院、私塾教学旧制，设立新学。聘任大量有同盟会背景的教员，包括周震麟教地理，张继教历史，黄兴教体育，苏曼殊、华龙教英文，吴芳吉教国文，许奎元教数学，掘井觉太郎教理化，永江正直教博物。1904年，明德学堂增开高等小学班，胡元倓跪请陈介适主持附小兼日籍教师助教。明德学堂经费短缺，他时常去北平、南京、甚至日本、东南亚进行募捐，求助对象包括政府官员、亲朋好友乃至家长学生，被人戏称“胡九叫化”。然而明德学堂迅速发展成兼有中学、小学及师范速成、高等商专学堂，学生超过千人，并获得模范学堂称号。湖南巡抚端方赞赏明德成绩，赦免原贷款外，增加津贴，并用官费资助明德中学甲班全体学生日本留学。
辛亥革命爆发后，明德、正经合称私立明德中学，胡元倓继续投身教育事业，之后陆续经营明德学堂近30年，明德中学与天津南开中学齐名。1915年，袁世凯复辟，胡元倓停办明德大学以示拒绝合作。五四运动时期，他亦参与支持爱国学生运动，领导湖南学界联合罢课。同年，在汉口再设明德大学，1926年以经费拮据停办。1929年7月至1930年8月期间，他曾短暂担任湖南大学校长。此后他专意致力办中学，志在培养人才，以“坚苦真诚”四字为校训。抗日战争时期，以无党派人士，当选国民参政会参政员，立意提倡教育改进。1938年长沙大火，明德校舍被毁，他将明德中学迁湘乡，他投身教育终生，培养学生成为各行领袖，包括中国国民党政要陈果夫、蒋廷黻、易君左、黄少谷；中共领导任弼时、周怀求、林蔚；科教名流周谷城、胡庶华、刘永济、刘佛年、欧阳予倩、杨伯竣、胡立恂等都出其门下。
胡元倓为人谦虚，生活清苦，因操劳过度，病患血管硬化。1940年11月24日，因脑溢血及疟疾，病逝于重庆歌乐山寓所。1948年，归葬长沙岳麓山。著有《耐庵言志》诗集4卷。